# Choryňský mokřad
Choryňský mokřad este o arie protejată (arie specială de conservare — SAC, sit de importanță comunitară — SCI) din Republica Cehă întinsă pe o suprafață de 217,75 ha, integral pe uscat.

## Localizare
Centrul sitului Choryňský mokřad este situat la coordonatele 49°31′00″N 17°54′27″E / 49.516667°N 17.9075°E.

## Înființare
Situl Choryňský mokřad a fost declarat sit de importanță comunitară în aprilie 2005 pentru a proteja 1 specie de animale. Situl a fost protejat și ca arie specială de conservare în martie 2017.

## Biodiversitate
Situată în ecoregiunea continentală, aria protejată conține 4 habitate naturale: Lacuri eutrofice naturale cu vegetație de tip Magnopotamion sau Hydrocharition, Pajiști cu Molinia pe soluri calcaroase, turboase sau argilos-nămoloase (Molinion caeruleae), Păduri de stejar și carpen Galio-Carpinetum, Păduri aluvionare cu Alnus glutinosa și Fraxinus excelsior (Alno-Padion, Alnion incanae, Salicion albae).
La baza desemnării sitului se află o specie protejată de  nevertebrate: libelule (Leucorrhinia pectoralis).